# Нестор Гайовський
Нестор Гайовський (англ. Nestor Gayowsky) (1934) — канадський дипломат. Генеральний консул Канади в Києві (1990—1991). Тимчасовий повірений у справах Канади в Україні (1992).

## Життєпис
Народився в 1934 році в українській родині, в місті Брендон, провінція Манітоба, Канада. В Університеті Манітоби спеціалізувався на економіці та політології.
У 1956 році поїхав до Оттави, де приєднався до тогочасної іноземної служби Департаменту імміграції. Спочатку працював у імміграційному офісі в Торонто. З 1958 року працював в Оттаві та провінції Квебек. У 1959 році був направлений на роботу за кордон у Копенгаген. Крім Данії, працював також у Фінляндії та Італії. У 1964 році повернувся до Канади, де обіймав кілька керівних посад в Імміграційній іноземній службі, а потім перейшов до іншого урядового органу, що опікувався фітнесом та аматорським спортом, де він був старшим радником з питань фінансів та адміністрування під час інтенсивного зростання та активності програми Олімпійських ігор в Монреалі. У 1977 році його запросив Генеральний аудитор Канади приєднатися до цієї організації, де він працював до 1981 року.
З 1981 по 1983 роки служив у Посольстві Канади в СРСР комерційним радником з питань кукурудзи.
З 1983 по 1989 роки працював у службі Генерального ревізора Канади.
З 1989 року він займав посаду відповідального директора спеціальної групи в справах торгівлі між Канадою і СРСР при міністерстві закордонних справ Канади. Двічі їздив до Радянського Союзу: у жовтні 1989 р. з українською професійною та підприємницькою групами, що складала близько 60 осіб, щоб побачити, якими є експортні можливості України та в травні-червні 1990 року, щоб поговорити з радянськими виробниками, оскільки в цей час, внаслідок гласності та перебудови, вже не потрібно було працювати лише через Москву.
З 12.1990 по 01.1992 — Генеральний консул Канади в Києві. Консул Нестор Гайовський вручив Президенту Леоніду Кравчуку 2 грудня 1991 р. повідомлення про визнання незалежної України Канадою — першою західною державою.
З 01.1992 по 09.1992 — Тимчасовий повірений у справах Канади в Україні..
З 02.1993 — у відставці.
У 1993 — відкрив у Києві офіс ЄБРР (Європейський банк реконструкції та розвитку).
З грудня 1994 — проживає в Оттаві (Канада). З Оттави він щороку відвідує Україну і щодня стежить за українськими подіями через Інтернет, а також підтримує контакт з українськими друзями.
У 2004 — був спостерігачем від ОБСЄ, під час президентських виборів в Україні.

## Публікації
- Слони і радянська спадщина. Nasha Doroha-2006 ISBN 1-894022-75-0[18]
- Перші дні імміграційної служби закордонних справ Канади

## Сім'я
- Батько — Прокоп Пітер Гайовський (1892, Львів — 1974, Вінніпег), був одним із редакторів «Українського голосу»[19]
- Мати — Ірен Хелен Валук Гайовська (1905, Чернівці — 2007, Вінніпег), педагог, викладала українську мову, два роки була президентом відділення Українсько-канадського комітету (УКК) у Вінніпезі, а також брала участь в роботі «Просвіти» та в Українській національній асоціації у Вінніпезі.[20][21].
- Сестра — Корнелія Гайовська (Кучма) (1928-), викладала музику в Лондоні.